# Canton de Castelnaudary-Sud

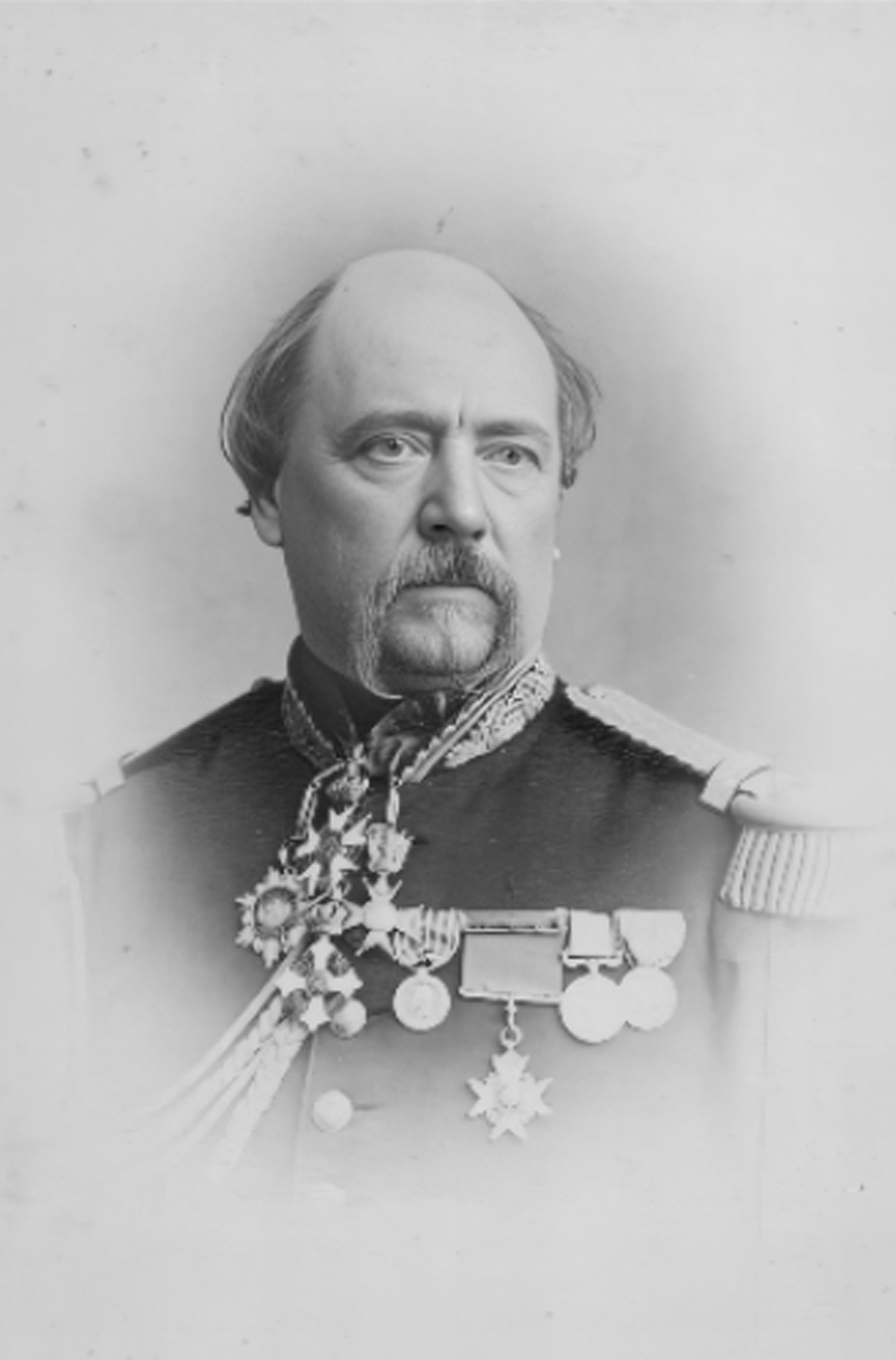
Grégoire Coffinières de Nordeck, conseiller général de 1867 à 1871.

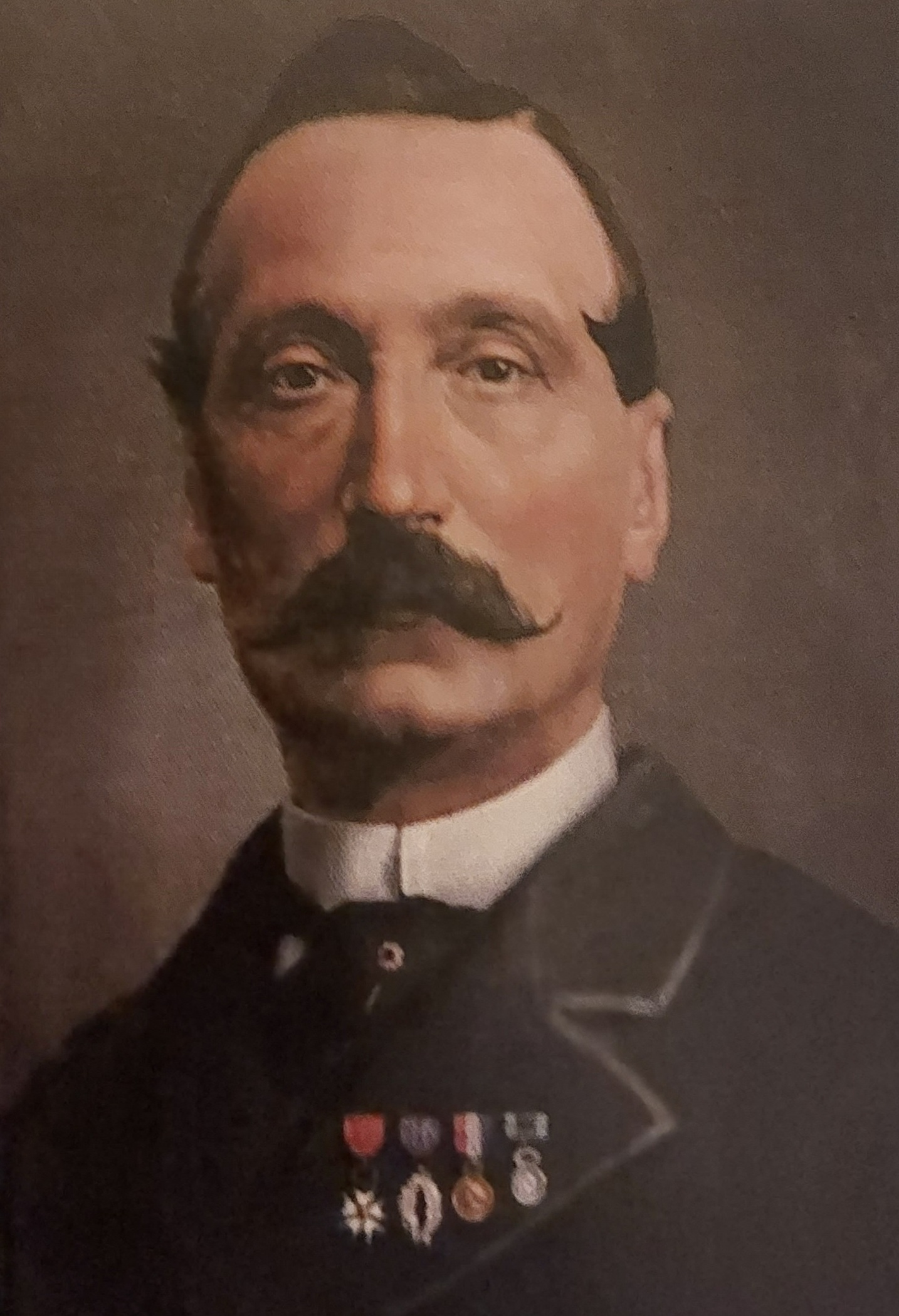
Antoine Marfan, conseiller général de 1871 à 1898.

Le canton de Castelnaudary-Sud est une ancienne division administrative française située dans le département de l'Aude.

## Géographie
Ce canton était organisé autour de Castelnaudary dans l'arrondissement de Carcassonne. Son altitude variait de 124 m (Villepinte) à 361 m (Villeneuve-la-Comptal) pour une altitude moyenne de 170 m.

## Représentation

### Conseillers généraux de 1833 à 2015
| Période | Période      | Identité                        | Étiquette                | Qualité |
| ------- | ------------ | ------------------------------- | ------------------------ | --- |
| 1833    | 1836         | Jean-Baptiste Belz              |                          | Notaire à Castelnaudary                                                                                     |
| 1836    | 1845         | Jean-Baptiste Martin Foyssac    |                          | Maire de Castelnaudary                                                                                      |
| 1845    | 1848         | Eugène Tholosé                  |                          | Ancien Procureur du Roi à Castelnaudary, conseiller d'arrondissement                                        |
| 1848    | 1848         | Ferdinand Rous                  |                          | Propriétaire, avocat et juge de paix Maire de Castelnaudary                                                 |
| 1848    | 1854         | Alexandre Périès                |                          | Propriétaire à Castelnaudary                                                                                |
| 1854    | 1867         | François de Vésian-Rodière      |                          | Maire de Castelnaudary (1856-1865)                                                                          |
| 1867    | 1871         | Grégoire Coffinières de Nordeck |                          | Général, Commandant en chef du Génie de l'Armée                                                             |
| 1871    | 1898 (décès) | Antoine Marfan                  | Républicain Progressiste | Médecin et chirurgien à Castelnaudary Maire de Castelnaudary (1888-1896) Député (1894-1898)                 |
| 1898    | 1899 (décès) | Edmond Saba                     | Gauche radicale          | Agent voyer du service vicinal de l'Aude Maire de Castelnaudary (1896-1899) Député (1898-1899)              |
| 1899    | 1904         | Jules Rivals                    | Gauche radicale          | Avocat puis magistrat - Sénateur (1894) - Député (1899-1901)                                                |
| 1904    | 1909         | Georges Carroux                 | Socialiste               | Médecin |
| 1909    | 1936 (décès) | Jean Durand                     | Rad.                     | Médecin Député (1906-1921) Sénateur (1921-1936) Ministre (1925-1926) Maire de Castelnaudary (1904-1919)     |
| 1936    | 1940         | Jean Sabatier                   | Rad.                     | Médecin |
|         |              |                                 |                          | |
| 1945    | 1951         | Jean Audy                       | SFIO                     | Propriétaire et industriel                                                                                  |
| 1951    | 1958         | Gaston Garouste                 | Rad.                     | Industriel Maire de Castelnaudary (1947-1959), ancien conseiller d'arrondissement                           |
| 1958    | 1970         | Jean Tuffery                    | SFIO                     | Ingénieur des Arts et Métiers Maire de Castelnaudary (1959-1970)                                            |
| 1970    | 1976         | Jean-Pierre Cassabel            | UDR puis RPR             | Professeur, maire de Castelnaudary (1971-1987) Député (1968-1973 et 1986-1987)                              |
| 1976    | 1982         | Henri Dofny                     | PS                       | Agriculteur, responsable du MODEF                                                                           |
| 1982    | 1987 (décès) | Jean-Pierre Cassabel            | RPR                      | Maire de Castelnaudary (1971-1987) Député (1968-1973 et 1986-1987) Député au Parlement Européen (1986-1987) |
| 1987    | 1988         | Gérard Ardhuin                  | PS                       | Professeur agrégé de mathématiques Adjoint au maire de Castelnaudary                                        |
| 1988    | 2001         | Daniel Arata                    | UMP                      | Cadre à la Caisse d'épargne Député (1993-1997) Conseiller régional (2000-2004)                              |
| 2001    | 2015         | Patrick Maugard                 | PS puis DVG              | Cadre Maire de Castelnaudary depuis 1995 Vice-président du Conseil général                                  |

### Conseillers d'arrondissement (de 1833 à 1940)
Le canton de Castelnaudary Sud avait deux conseillers d'arrondissement.
| Période                                  | Période          | Identité                              | Étiquette                | Qualité |
| ---------------------------------------- | ---------------- | ------------------------------------- | ------------------------ | --- |
| 1833                                     | 1842             | M. Connac ainé                        |                          | Négociant, ancien Président du Tribunal de commerce de Castelnaudary                                        |
| 1833                                     | 1836             | Eugène Tholosé                        |                          | Procureur du Roi à Castelnaudary                                                                            |
| 1836                                     | 1848             | Marquis Jacques d'Hébrail (1769-1851) |                          | Ancien page du Roi Louis XVI, officier de cavalerie, ancien maire de Castelnaudary (1822-1830)              |
| 1842                                     | 1848             | Antoine Bernard Metge                 |                          | Maire de Pexiora                                                                                            |
|                                          |                  |                                       |                          | |
| 1855                                     |                  | Pierre Delord (1795-1865)             |                          | Notaire à Castelnaudary                                                                                     |
| 1855                                     |                  | Célestin Serres de Gauzy (1823-1865)  |                          | Avocat à Castelnaudary                                                                                      |
|                                          |                  |                                       |                          | |
| 1892                                     | 1893 (démission) | M. Boyer                              | Républicain              | |
| 1892                                     |                  | M. Hébrard                            | Républicain              | |
| 1893                                     | 1895             | Pierre Cadenat                        | Républicain progressiste | Conseiller municipal de Castelnaudary                                                                       |
| 1895                                     | 1897 (démission) | Pierre-Marie Sélariès                 | Républicain progressiste | Propriétaire à Saint-Martin-le-Vieil (Pech-Auriol)                                                          |
|                                          |                  |                                       |                          | |
| 1901                                     | 1931             | M. Bringuier                          | Radical                  | |
| 1901                                     | 1931             | M. Guilhem                            | Radical                  | |
| 1931                                     | 1940             | M. Lannes                             | Radical                  | |
| 1931                                     | 1940             | Gaston Garouste                       | Radical                  | Industriel à Castelnaudary                                                                                  |
| 1940                                     |                  |                                       |                          | Les conseils d'arrondissement ont été suspendus par la loi du 12 octobre 1940 et n'ont jamais été réactivés |
| Les données manquantes sont à compléter. |                  |                                       |                          | |

## Composition
Le canton de Castelnaudary-Sud se composait d’une fraction de la commune de Castelnaudary et de douze autres communes. Il comptait 17 224 habitants (population municipale) au 1er janvier 2012.
| Nom                       | Code Insee | Intercommunalité                  | Population (dernière pop. légale)              |
| ------------------------- | ---------- | --------------------------------- | ---------------------------------------------- |
| Castelnaudary (chef-lieu) | 11076      | CC Castelnaudary Lauragais Audois | Fraction : 7 589(2012) Commune : 11 096 (2014) |
| Fendeille                 | 11138      | CC Castelnaudary Lauragais Audois | 579 (2014)                                     |
| Labastide-d'Anjou         | 11178      | CC Castelnaudary Lauragais Audois | 1 253 (2014)                                   |
| Lasbordes                 | 11192      | CC Castelnaudary Lauragais Audois | 799 (2014)                                     |
| Laurabuc                  | 11195      | CC Castelnaudary Lauragais Audois | 404 (2014)                                     |
| Mas-Saintes-Puelles       | 11225      | CC Castelnaudary Lauragais Audois | 907 (2014)                                     |
| Mireval-Lauragais         | 11234      | CC Castelnaudary Lauragais Audois | 155 (2014)                                     |
| Montferrand               | 11243      | CC Castelnaudary Lauragais Audois | 533 (2014)                                     |
| Pexiora                   | 11281      | CC Piège-Lauragais-Malepère       | 1 277 (2014)                                   |
| Ricaud                    | 11313      | CC Castelnaudary Lauragais Audois | 303 (2014)                                     |
| Saint-Martin-Lalande      | 11356      | CC Castelnaudary Lauragais Audois | 1 110 (2014)                                   |
| Villeneuve-la-Comptal     | 11430      | CC Castelnaudary Lauragais Audois | 1 232 (2014)                                   |
| Villepinte                | 11434      | CC Piège-Lauragais-Malepère       | 1 284 (2014)                                   |

## Démographie
| 1962 | 1968 | 1975 | 1982 | 1990   | 1999   | 2006   | 2011   | 2012   |
| ---- | ---- | ---- | ---- | ------ | ------ | ------ | ------ | ------ |
| -    | -    | -    | -    | 14 556 | 14 815 | 16 023 | 17 203 | 17 224 |